# Goniurellia apicalis
Goniurellia apicalis är en tvåvingeart som beskrevs av Merz 2002. Goniurellia apicalis ingår i släktet Goniurellia och familjen borrflugor. Inga underarter finns listade i Catalogue of Life.